# Magical Record Lyrical Nanoha Force
Mahō senki Lyrical Nanoha Force (jap. 魔法戦記リリカルなのはForce Mahō senki ririkaru Nanoha Force) – manga autorstwa Masaki Tsuzuki, z ilustracjami Yukari Higa. Jest czwartą częścią serii Nanoha. Manga publikowana jest przez wydawnictwo Kadokawa Shoten w magazynie Nyantype od 30 kwietnia 2009 roku. Historia rozgrywa się sześć lat po wydarzeniach z Magical Girl Lyrical Nanoha StrikerS i skupia się na badaniach dotyczących innego starożytnego magicznego artefaktu, Księgi Srebrnego Krzyża. 
Na podstawie serii powstał czteropanelowy komiks pt. Mahō senki Lyrical Nanoha Force Dimension, wydawany w magazynie 4-Koma Nano Ace wydawnictwa Kadokawa.

## Opis fabuły
Historia wydaje się być skoncentrowana na badaniach dotyczących Księgi Srebrnego Krzyża (jap. 銀十字の書 Ginjūji no sho), magicznego tomu ze starożytnego świata Belka oraz magicznych broni o nieznanych mocach – Dividers (jap. ディバイダー Dibaidā). Thoma Avenir, podczas swojej podróży, znajduje dziewczynę o imieniu Lily Strosek uwięzioną w bardzo dziwnym ośrodku badawczym. Kiedy Thoma ratuje Lily z zamknięcia, ona daje mu nowe magiczne urządzenie, które okazuje się być jednym z Dividers. Nie wiedzą jednak, że grupa ludzi znanych jako rodzina Huckebein również jest w posiadaniu tej broni, za pomocą której powoduje duże ilości zniszczenia i chaosu, co prowadzi do rozpoczęcia dochodzenia przez Time-Space Administration Bureau. Wkrótce Thoma i Lily zostają wciągnięci pomiędzy działania rodziny Huckebein i dochodzenie TSAB.